# Pavel Feinstein
Pavel Feinstein (* 1960 in Moskau, Russische SFSR) ist ein deutscher Zeichner und Maler.

## Leben
Feinstein wuchs in Tadschikistan auf, wo sein Vater in Duschanbe einen Lehrstuhl für Architekturgeschichte übernommen hatte. Durch sein Elternhaus kam er früh mit Kunst in Berührung. Er erhielt privaten Malunterricht und von 1978 bis 1979 besuchte er die Kunstfachschule. Der Künstler jüdischen Glaubens emigrierte 1980 mit seiner Familie nach Deutschland. An der Universität der Künste Berlin studierte er von 1980 bis 1985 Malerei und wurde Meisterschüler bei Gerhart Bergmann. Seitdem lebt und arbeitet er als freischaffender Künstler in Berlin. Seine Arbeiten zeigte er in vielen Galerie-Ausstellungen. Sein Stil ist geprägt vom Russischen Realismus und von Cézanne. Er malt melancholische Stillleben, Porträts und Figurenbilder, denen biblische Geschichten aus dem Tanach zugrunde liegen. Das Jüdische Museum Berlin widmete ihm 2002/2003 die bis dahin umfangreichste Schau mit rund 70 Gemälden. Anlässlich einer Ausstellung mit 150 Gemälden 2010 im Osthaus Museum von Hagen nannte ihn Manfred Schwarz in der Zeit einen „neuen Altmeister“, der „schwindelerregende Bildwelten“ erschafft, die von „Schuld und Sühne, Fluch und Erlösung“ handeln.

## Publikationen (Auswahl)
- Kay Heymer: Pavel Feinstein. Les Petits Fours. Das kleine Format, Text: Deutsch/Englisch, Hirmer Verlag, München 2015. ISBN 978-3-7774-2447-7
- Skizzen aus dem Berliner Zoo 2002 - 2007, Bildband, Sawadowski, Berlin 2007, ISBN 978-3-941305-03-8